# Alexander: The Other Side of Dawn
Alexander: The Other Side of Dawn é um telefilme dramático americano de 1977, dirigido por John Erman, e uma sequência de Dawn: Portrait of a Teenage Runaway (1976). Estreou na NBC em 16 de maio de 1977.

## Enredo
Após o final climático do primeiro filme, Alexander Duncan (Leigh McCloskey) é levado a um hospital onde está sendo operado. Ele tem flashbacks de sua vida, mostrando como chegou a Hollywood quando era um jovem inexperiente da zona rural de Oklahoma.
Ele passa a maior parte do tempo desenhando em vez de ser um lavrador de seu pai, o que faz com que seu pai basicamente expulse Alex de casa; seu raciocínio é que, como o Alex mais velho precisa se tornar um homem e sobreviver sozinho agora, e com outras seis pessoas para alimentar, eles simplesmente não podem permitir que Alex seja mais uma boca extra. Seu pai está firme nisso e sua mãe não consegue mudar a decisão. Alex faz uma pequena mala e com todo o dinheiro que tem compra uma passagem de ônibus para Hollywood, Califórnia.
Na estação de ônibus, um traficante de rua chamado Buddy faz amizade com ele. Buddy leva Alex de volta para seu apartamento e o deixa passar a noite lá. No dia seguinte, Alex tenta encontrar um emprego, mas por causa das rígidas leis trabalhistas da Califórnia, ele não tem sorte porque ainda é menor de idade. Alex vê prostitutos trabalhando nas ruas como forma de ganhar dinheiro e fica desanimado quando retorna ao apartamento de Buddy e vê um homem mais velho saindo pela porta. Buddy dá a ele uma palestra realista sobre sobrevivência e convence Alex a procurar um cliente dele para ganhar US$ 50 fáceis.
Os flashbacks de Alex terminam e ele está nos dias atuais. Ele acorda no hospital com Dawn, e eles reafirmam seu amor um pelo outro. Dawn ajuda Alex o máximo que pode depois que ele recebe alta do hospital e ainda se recupera. Ambos não estão mais trabalhando e, sem dinheiro, Alex convence Dawn a voltar para sua pequena cidade no Arizona para esperar que ele venha buscá-la. Ele a leva até a estação de ônibus para se despedir dela, prometendo que irá buscá-la quando ganhar dinheiro suficiente.
Ele perde o emprego que Umber conseguiu para ele no primeiro filme como estoque em uma loja de departamentos por causa de seu envolvimento com Swan, e não consegue outro emprego legítimo depois por causa de seu reconhecimento anterior como prostituição. Ele liga para casa e fala com a mãe, dizendo que quer voltar para casa, mas a mãe diz que não. Alex está desesperado e frustrado e recorre à prostituição, sendo imediatamente pego por um policial disfarçado.
Na delegacia, enquanto está sendo autuado, ele pede para entrar em contato com Donald Umber e é ouvido por um psicólogo chamado Ray Church. Alex é liberado com Ray assinando por ele, atestando seu comparecimento garantido ao tribunal. Ray diz a Alex que Umber não está mais na cidade, mas que é um bom amigo dele, e pergunta a Alex como ele o conhece. Alex diz que Umber ajudou ele e Dawn antes. Ray leva Alex para uma casa de jovens para gays, mas Alex se sente desconfortável porque não é gay e sai imediatamente após chegar lá.
Voltando ao seu apartamento, a senhoria avisa que o aluguel está atrasado e que o mural que ele pintou em um dos lados da parede está sendo coberto com uma camada de tinta fresca. No Arizona, Dawn não está se adaptando bem ao voltar para casa e deseja estar com Alex novamente. A caminho do correio, Buddy o vê nas ruas e o alcança. Ele convence Alex a ter um encontro duplo com ele, uma de suas clientes e a amiga dela.
Eles vão a um bom restaurante e Buddy empresta a Alex um belo terno para vestir. Eles gostam de boa comida e vinho, e Alex fala sobre Dawn com seu namorado mais velho. Ele começa a se divertir e a gostar genuinamente de seu par, voltando para a casa dela para passar a noite. De manhã, ela lhe dá dinheiro para o táxi, e ele fica chateado porque ela viu a noite deles juntos como uma transação. Ele não pega o dinheiro do táxi e descobre que ela tem marido e também pagou a Buddy pelo encontro. Alex vai ao apartamento de Buddy e o confronta sobre isso; ele sai do apartamento de Buddy pela segunda vez depois de ficar enojado com toda a situação. Como foi despejado e não querendo ficar na casa de Buddy, ele acaba dormindo do lado de fora, embaixo de um playground público.
No dia seguinte, ele está vagando por um museu de arte e é notado por um homem chamado Charles Selby, que é jogador profissional de futebol. Selby é um gay enrustido e atrai Alex com seu estilo de vida luxuoso, empregando Alex como seu atual brinquedo. Ele está ganhando um bom dinheiro com o emprego e a companhia de Selby, mas Selby não é ingênuo às verdadeiras intenções e sentimentos de Alex.
Selby e Alex encontram Ray em uma boate, e Ray o lembra de sua aparição no tribunal. No tribunal, Alex tem sorte e vai perante um juiz compassivo que rejeita suas acusações com um aviso para não comparecer novamente perante ela no tribunal. Ray também dá alguns conselhos a Alex, afirmando que Selby é inteligente o suficiente para perceber que Alex está apenas usando-o e que ele deve estar preparado para quando Selby o substituir.
Quando Alex volta do tribunal para a casa de Selby, ele vê que o aviso de Ray se tornou realidade. Selby está atraindo um novo brinquedo com o mesmo surfista posando fotos que ele fez com Alex. Em uma festa organizada por Selby, a percepção de que Selby está ficando cansado de Alex se torna mais proeminente. Ray diz a Alex que ele precisa começar a pensar em sua própria vida; que ele não tem motivo para ser incomodado pelo novo surfista porque Alex estava apenas enganando Selby de qualquer maneira. Ele também afirma que, seja lá o que Selby possa ser como um gay enrustido, ele não é um prostituto.
Depois de deixar Ray, Alex vai buscar drogas para Selby, mas todo o grupo é pego quando dois detetives de vigilância seguem Alex de volta à casa de Selby. No Arizona, ao comprar uma camisa para Alex, um homem reconhece Dawn como uma prostituta em Hollywood. Dawn sai correndo da loja mortificada. No tribunal, Alex diz ao juiz que ele só quer ir embora daquela cidade para sempre; o mesmo juiz que rejeitou suas acusações pela primeira vez, simpatiza com ele novamente e rejeita suas acusações novamente.
Ray deixa Alex na rodoviária, onde comprou uma passagem para o Arizona para pegar Dawn. Enquanto está no ônibus, ele vê Dawn nas ruas. Ele desce do ônibus e corre até Dawn, dizendo que estava no ônibus vindo buscá-la e que ela deveria ter esperado por ele em casa. Ela contou a ele sobre o incidente na loja ao ser reconhecida por um ex-cliente, e que ela simplesmente não podia esperar mais.
O filme termina com Alex dizendo a Dawn que eles estão indo para um novo lugar e tentarão a sorte lá. Enquanto eles voltam para a estação de ônibus para decidir para onde querem ir, eles veem um garoto novo saindo da estação pela Hollywood Blvd. pela primeira vez. Os dois olham para o garoto, sabendo das dificuldades que ele enfrentará.

## Elenco
- Leigh McCloskey como Alexander Duncan
- Eve Plumb como Dawn Wetherby
- Juliet Mills como Myra
- Jean Hagen como senhoria
- Lonny Chapman como Eddie Duncan
- Earl Holliman como Ray Church
- Alan Feinstein como Charles Selby
- Asher Brauner como Buddy
- Diana Douglas como Clara Duncan
- Pat Corley como Marty
- Frances Faye como ela mesma
- Alice Hirson como Juíza White
- Jonathan Banks como Michael
- Fred Sadoff como Sr. Anderson
- Doria Cook-Nelson como Della

Alexander foi a última aparição da atriz Jean Hagen, falecida em 29 de agosto de 1977.

## Recepção
Phil Hall, do Film Threat, chamou-o de "não um grande filme", mas "uma espécie de avanço na televisão LGBT".